# فرودگاه تالکیتنا
فرودگاه تالکیتنا (به انگلیسی: Talkeetna Airport) یک فرودگاه همگانی با کد یاتا TKA است . این فرودگاه در کشور ایالات متحده آمریکا قرار دارد و در ارتفاع ۱۰۹ متری از سطح دریا واقع شده است.